# Туризм в Орловской области

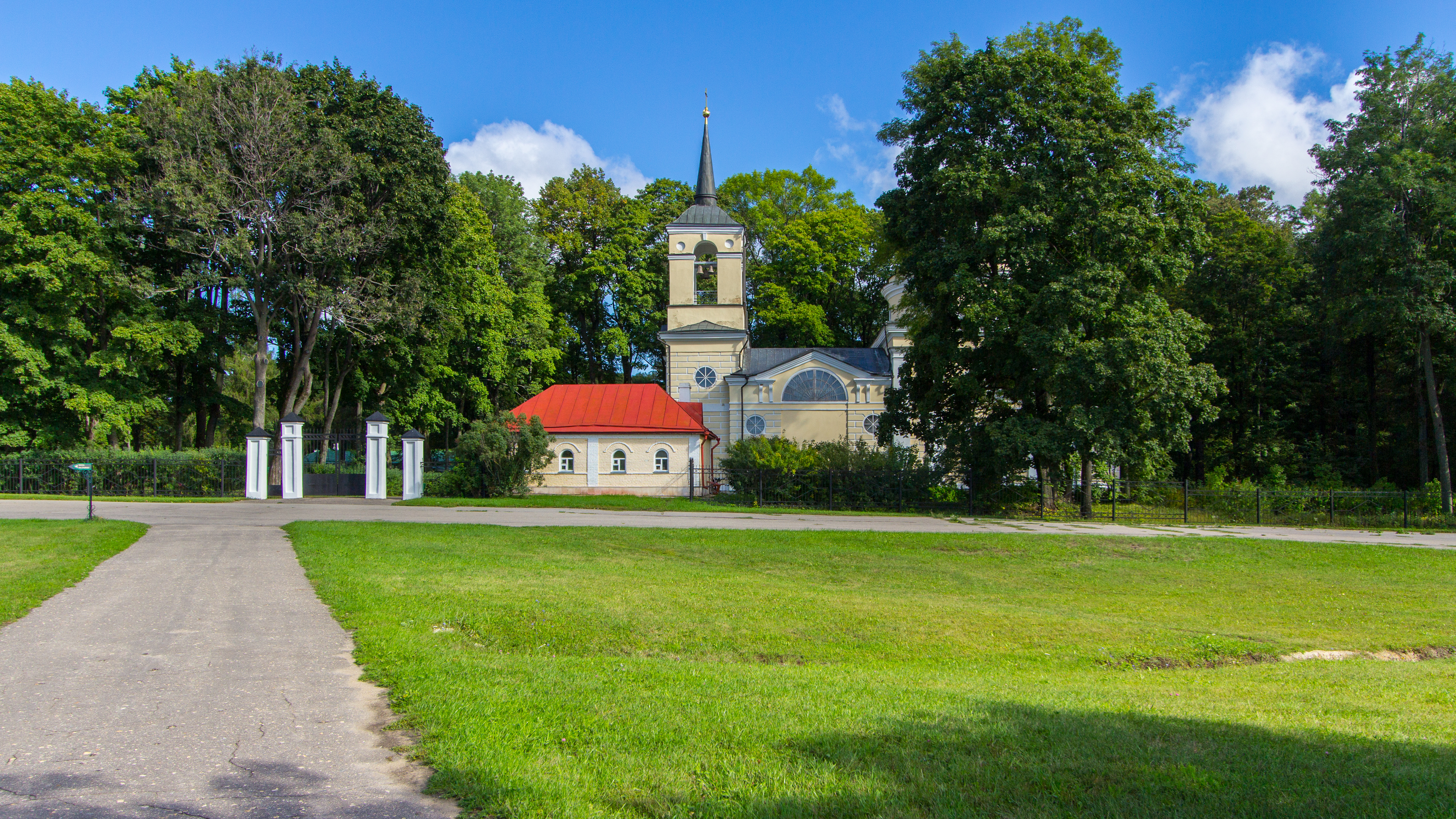
Церковь в усадьбе И. С. Тургенева

В сфере туризма Орловской области большую часть рынка занимают культурно-познавательный и природно-экологический туризм (Михайловское водохранилище на реке Свапа), за которыми следует деловой туризм.
В список исторических поселений России вошли города Болхов, Дмитровск, Ливны, Малоархангельск, Мценск, Новосиль и Орёл.

## Основные достопримечательности

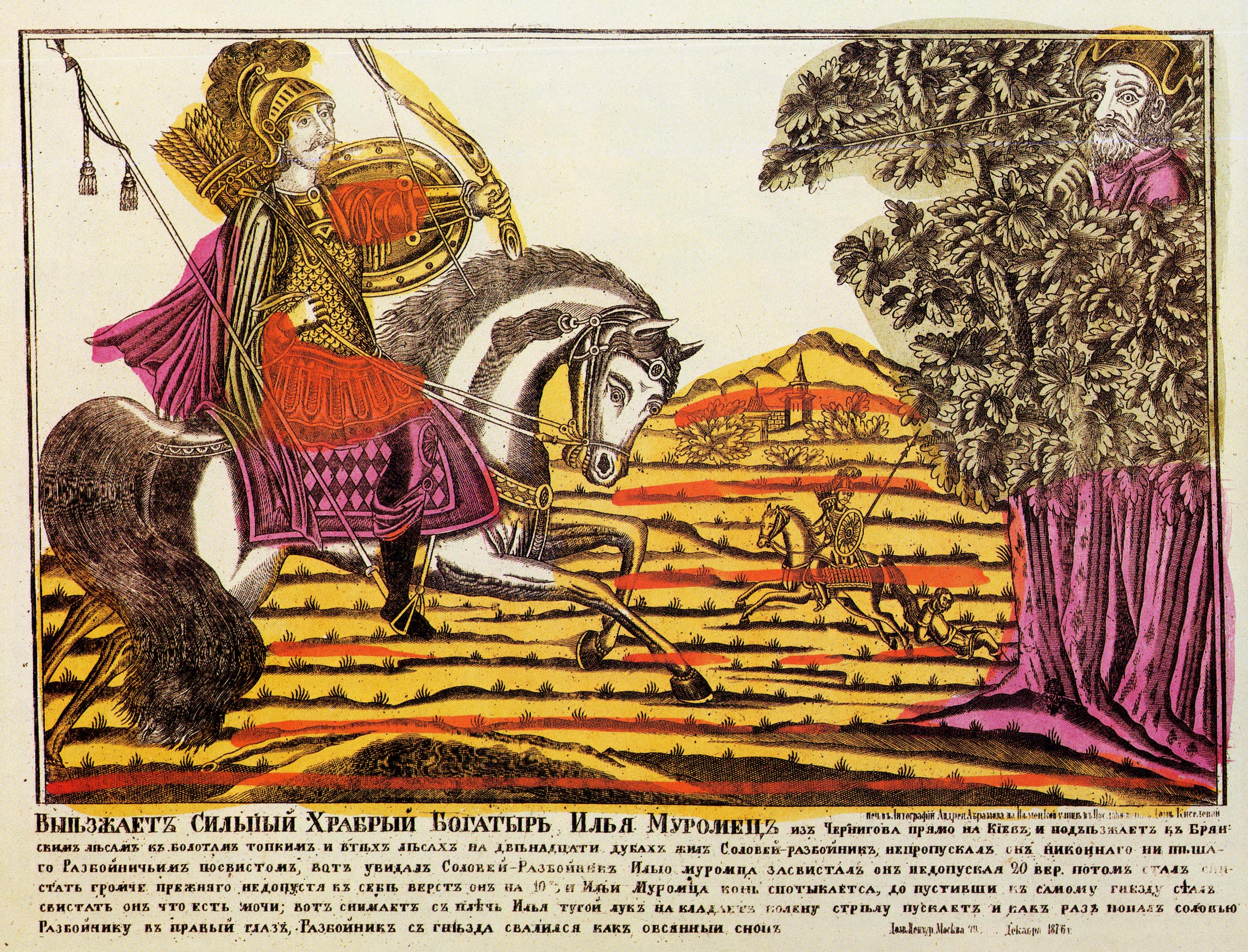
Битва Ильи Муромца с Соловьём-разбойником в орловских лесах (лубок)

Национальный парк Орловское Полесье — центр природно-экологического туризма, а так же Михайловское водохранилище на реке Свапа.

### Литературный туризм
Главной достопримечательностью Орловщины является село Спасское-Лутовиново — усадьба И. С. Тургенева. В Орле действуют литературные музеи И. С. Тургенева, И. А. Бунина, Н. С. Лескова, Л. Н. Андреева, Т. Н. Грановского.

### Болхов
Город Болхов сохранил атмосферу и быт провинциального купеческого города. В этом городе почти нет современных зданий — вся городская застройка относится к XVII — середине XIX века.

### Промыслы

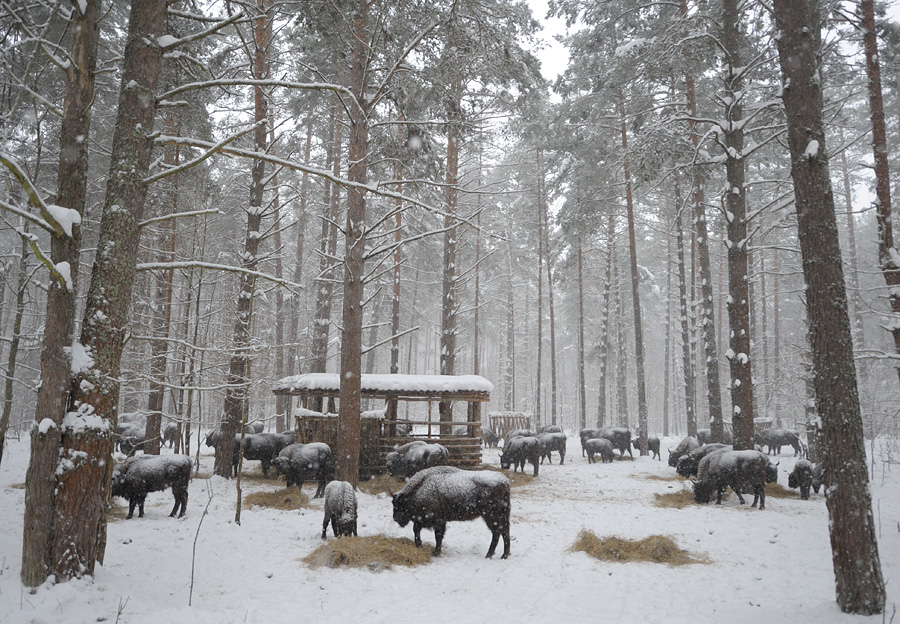
Национальный парк «Орловское полесье»

В Орловской области сохранились традиционные народные промыслы:
- гончарное производство
- резьба по дереву
- плетение из соломки, рогозы и лозы
- изготовление народных музыкальных инструментов — свирелей, жалеек, трещоток, бубнов, звончалок, трензлей, рубелей, бубенцов, коробочек, вертушек и других.
- Орловский спис
- Мценское кружево
- Ливенская гармошка
- Чернышенская игрушка
- Плешковская игрушка

## Событийный туризм

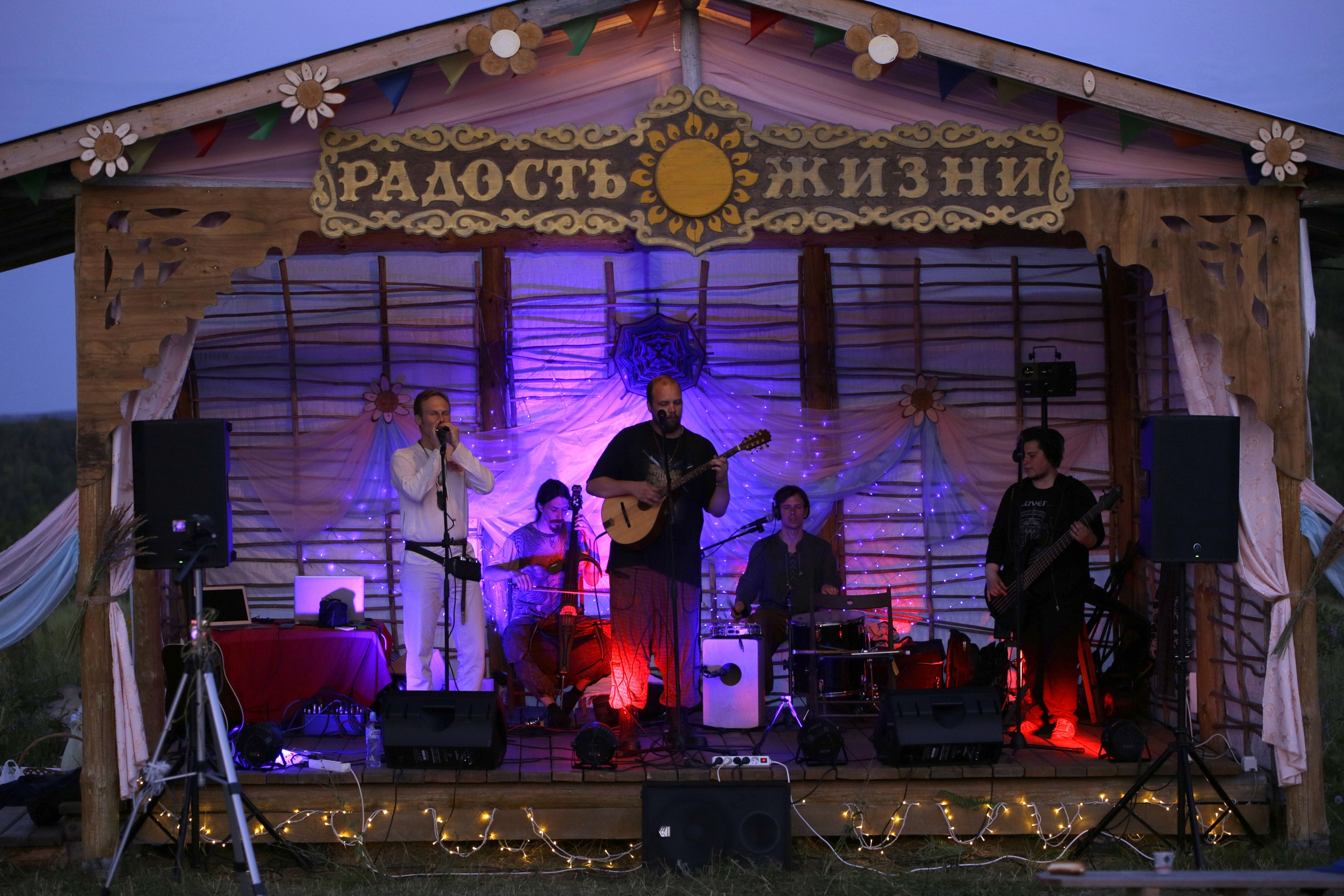
Фестиваль «Радость Жизни» 2019

- «Троицкие хороводы» в селе Льгов Хотынецкого района.
- Этнофестиваль «Радость жизни» в посёлке Междуречье Мценского района
- Международный фестиваль эстрадного искусства «Славянская звезда» (проводился до 2010 года)[2]

## Статистика
В отрасли работает 9 туроператоров, 107 туристских агентств, 23 гостиничных хозяйства, 4 санатория, пансионат, 15 детских оздоровительных центров, несколько турбаз. Общий номерной фонд на 2012 год составил порядка 1560 номеров, рассчитанных на одновременный прием до 2800 человек. В Орле туристов принимают 10 гостиниц категорий до 5 звезд.